# Szandra Szögedi
Szandra Szögedi (19 de octubre de 1988) es una deportista ghanesa que compite en judo. Ganó una medalla de bronce en los Juegos Panafricanos de 2015, y cuatro medallas de bronce en el Campeonato Africano de Judo entre los años 2012 y 2016.

## Palmarés internacional
| Juegos Panafricanos | Juegos Panafricanos               | Juegos Panafricanos | Juegos Panafricanos |
| Año                 | Lugar                             | Medalla             | Categoría           |
| ------------------- | --------------------------------- | ------------------- | ------------------- |
| 2015                | Brazzaville (República del Congo) | Medalla de bronce   | –63 kg              |
| Campeonato Africano |                                   |                     |                     |
| Año                 | Lugar                             | Medalla             | Categoría           |
| 2012                | Agadir (Marruecos)                | Medalla de bronce   | –57 kg              |
| 2014                | Puerto Louis (Mauricio)           | Medalla de bronce   | –63 kg              |
| 2015                | Libreville (Gabón)                | Medalla de bronce   | –63 kg              |
| 2016                | Túnez (Túnez)                     | Medalla de bronce   | –63 kg              |